# Great Courts
Great Courts, auf dem US-Markt als Pro Tennis Tour veröffentlicht, ist eine Tennis-Computerspielsimulation von Blue Byte. Das Spiel erschien 1989 für Amiga, Atari ST und DOS. Es wurde außerdem auf den Amstrad CPC, Commodore 64, Atari Lynx, Super Nintendo (Jimmy Connors Pro Tennis Tour) und ZX Spectrum portiert.

## Rezeption
„Great Courts ist nunmehr erst der zweite und zweifellos beste Versuch, ein Tennisspiel auf 16-Bit umzusetzen, doch es darf noch fleißig gefeilt werden.“

Das Spiel verkaufte sich rund 500.000 Mal und galt damit als sehr erfolgreich. 1991 erschien die direkte Fortsetzung Great Courts 2 und 1998 das unter dem Arbeitstitel Great Courts 3 begonnene Game, Net & Match!, das mit Hilfe einer 3D-Engine entwickelt wurde und Online-Spielfunktionen enthielt.